# Gladiateurs de ville des Laurentides
Die Gladiateurs de ville des Laurentides (englisch Saint-Lin/Laurentides Gladiators) waren eine kanadische Eishockeymannschaft aus Saint-Lin–Laurentides, Québec. Das Team spielte in der Saison 1996/97 in der Québec Semi-Pro Hockey League.

## Geschichte
Die Mannschaft wurde 1996 als Franchise der erstmals ausgetragenen Québec Semi-Pro Hockey League gegründet. In ihrer einzigen Spielzeit schlossen die Gladiateurs mit einer deutlich negativen Bilanz von elf Siegen in 35 Spielen ab und erreichten 26 Punkte. Die Coupe Futura, den Meistertitel der LNAH, konnten sie nie gewinnen. Im Anschluss an die Saison 1996/97 wurde das Franchise nach Sainte-Thérèse umgesiedelt und war fortan unter dem Namen Chiefs de Sainte-Thérèse in der Liga aktiv. 

## Team-Rekorde

### Karriererekorde
Spiele: 34  Éric Meloche
Tore: 16  Steve Searles
Assists: 37  Eric Meloche
Punkte: 47  Eric Meloche
Strafminuten: 181  Eric Fournier